# كاروانط مفغر
كاروانط مفغر (الاسم العلمي: Salvia dominica) هو نوع من النباتات يتبع جنس كاروانط من الفصيلة الديمومية.
الكاروانط المفغر وكاروانط بيرسي هما نوعان من النباتات الأصلية في جنوب أفريقيا.
وينمو الكاروانط المفغر إلى 20 سم. هذا النبات العصاري يتحمل الجفاف وينمو بشكل أفضل في التربة ذات درجة الحموضة 6 أو 8. وإذا أبقى جافاً تماماً فأنه سوف يتحمل الصقيع الخفيفة. يحمل هذا النبات زهور تتشابه في الشكل واللون مع زهور الهندباء ولكن مع عدد أقل من البتلات.